# Laufenmühle (Lauterach)
Laufenmühle ist ein Ortsteil der Gemeinde Lauterach im Alb-Donau-Kreis in Baden-Württemberg. Der Wohnplatz liegt circa einen Kilometer westlich von Lauterach im Lautertal.

## Geschichte
Die Laufenmühle wird im 12. Jahrhundert erstmals urkundlich erwähnt. Im Jahr 1499 kam der Ort an das Kloster Zwiefalten.